# Андро-де-Бюи
Андро-де-Бюи (пол. Andrault de Buy) — польский шляхетский герб.

## Описание
В рассечённом на две половины щите в правой части, на красном поле половина серебряного орла в золотой короне и с золотым снопом в когтях; в левой же, пересечённой, в верхней лазоревой половине три золотых звезды, в нижней красной половине — три серебряных пояса, поверх которых правая лазоревая перевязь, обременённая тремя золотыми лилиями. Герб Андро-де-Бюи внесён в Часть 1 Гербовника дворянских родов Царства Польского, стр. 40.